# جاك وليامز (سياسي أمريكي)
جاك وليامز (بالإنجليزية: Jack Richard Williams)‏ هو مذيع ‏ وسياسي أمريكي، ولد في 29 أكتوبر 1909 في لوس أنجلوس في الولايات المتحدة، وتوفي في 24 أغسطس 1998 في فينيكس في الولايات المتحدة. نشط حزبياً في الحزب الجمهوري. وقد انتخب حاكم ولاية أريزونا ‏ (2 يناير 1967 – 6 يناير 1975).

## وصلات خارجية
- جاك ريتشارد وليامز على موقع إن إن دي بي (الإنجليزية)